# Пэджел, Гарри
Гарри Луис Пэджел (англ. Garry Louis Pagel, родился 17 сентября 1966 года в Кинг-Уильямс-Тауне) — южноафриканский регбист, выступавший на позиции пропа. Чемпион мира 1995 года в составе сборной ЮАР.

## Биография
Окончил школу имени Пита Ретифа в Аделаиде, Восточно-Капская провинция. Играл в прошлом за команды Западной и Восточной провинций, учился в Университете Порт-Элизабет; с командой Западной провинции выиграл в 1997 году Кубок Карри. В 1991—1992 годах некоторое время играл за французский клуб «Анси», с 1997 по 2001 годы выступал в профессиональном английском «Нортгемптон Сэйнтс» и завоевал с ним Кубок Хейнекен в сезоне 1999/2000. Как игрок выделялся отличной игрой в схватке.
В составе сборной ЮАР дебютировал 25 мая 1995 года в игре против Австралии — матче открытия домашнего чемпионата мира. Позже он сыграл ещё 4 игры против Румынии, Канады (групповой этап) и два раза против Новой Зеландии (финал чемпионата мира и тест-матч 1996 года). 27 мая 2001 года сыграл последнюю игру в своей карьере на каком-либо уровне — за команду «Барбарианс» против Англии (победа клуба со счётом 43:29).
После карьеры игрока занялся сельским хозяйством.
В фильме 2009 года «Непокорённый» его роль исполнил Карл Энгелбрехт.